# Seznam zaniklých rozhleden v Česku
Toto je abecední seznam zaniklých rozhleden, tedy rozhleden, které musely být zbořeny, shořely nebo jinak zanikly.
| Název rozhledny                  | Lokalita                                                                  | Okres               | Doba zániku (případně rok) | Důvod zániku                                            |  |
| -------------------------------- | ------------------------------------------------------------------------- | ------------------- | -------------------------- | ------------------------------------------------------- |  |
| Aloisova výšina                  | Pohradická hora                                                           | Teplice             |                            |                                                         |  |
| Anenský vrch                     | Anenský vrch                                                              | Rychnov nad Kněžnou | 1918                       | 1. světová válka                                        |  |
| Bakule                           | u Bouzova                                                                 | Olomouc             | 1918                       |                                                         |  |
| Blaschkova věž                   | Javorník                                                                  | Liberec             | 1950                       | špatný technický stav                                   |  |
| Bražiska                         | Krplov                                                                    | Vsetín              | 2018                       | špatný technický stav                                   |  |
| Babylon                          | Kaly                                                                      | Brno-venkov         | 2018                       | špatný technický stav                                   |  |
| Císařská rozhledna               | Nakléřovská výšina                                                        | Ústí nad Labem      | 1944                       | zimní bouře                                             |  |
| Drahy                            | Drahy                                                                     | Hodonín             | 2021                       | špatný technický stav                                   |  |
| Drtinova rozhledna               | Besedná                                                                   | Příbram             | 1967                       | nezájem úřadů                                           |  |
| Eliščina rozhledna               | Písky u Jinců                                                             | Příbram             | 1902                       | špatný technický stav                                   |  |
| Habsburská věž                   | Praděd                                                                    | Bruntál             | 1959                       | špatný technický stav                                   |  |
| Hýlačka                          | Hýlačka u Tábora                                                          | Tábor               | 2012                       | požár                                                   |  |
| Javornická hůra                  | Javorník                                                                  | Benešov             | 1950–1960                  |                                                         |  |
| Johanka                          | Johanka                                                                   | Hodonín             | 2016                       | špatný technický stav                                   |  |
| Kaisertürmchen                   | Žatec                                                                     | Louny               | po r. 1931                 |                                                         |  |
| Kamenná hlava                    | zaniklá osada Kamenná hlava                                               | Prachatice          | 2014                       | postavena bez stavebního povolení                       |  |
| Kempfova věž                     | Krudum                                                                    | Sokolov             | 1981                       |                                                         |  |
| Knížecí stolec                   | Vojenský újezd Boletice                                                   | Český Krumlov       | 2024                       | špatný technický stav                                   |  |
| Kopaniny                         | Kopaniny                                                                  | Blansko             | 2021                       | špatný technický stav                                   |  |
| Kudlichova rozhledna             | Složiště                                                                  | Karlovy Vary        | 1953                       | VVP Hradiště                                            |  |
| Lysá hora                        | hřeben Knížecího stolce a Lysé hory                                       | Český Krumlov       | 1967                       | pohraniční pásmo, VVP Boletice                          |  |
| Masarykova chata                 | Beskydy, Bumbálka                                                         | Frýdek-Místek       | 1952                       | požár                                                   |  |
| Medvědí skála                    | Medvědí skála                                                             | Most                | okolo 1905                 | špatný technický stav                                   |  |
| Merboltice                       | Strážný vrch                                                              | Děčín               | 1963                       |                                                         |  |
| Mladějovské hradisko             | Mladějovské hradisko                                                      | Svitavy             | 2012                       |                                                         |  |
| Můstek                           | u Hojsovy Stráže                                                          | Klatovy             | 1995                       | požár                                                   |  |
| Mužský vrch                      | Mužský vrch                                                               | Prachatice          | 1950                       |                                                         |  |
| Obora                            | ZOO Praha                                                                 | Praha               | 2018                       | špatný technický stav                                   |  |
| Orlov                            | Třemošná                                                                  | Příbram             | 2017                       | špatný technický stav                                   |  |
| Pohorsko                         | Pohorsko                                                                  | Litoměřice          |                            |                                                         |  |
| Rohrerwarte                      | u Lelekovic                                                               | Brno-venkov         | asi 20. léta 20. stol.     | dřevěná rozhledna zanikla nejspíše kvůli špatnému stavu |  |
| Rozhledna císařovny Alžběty      | Chlum u Děčína                                                            | Děčín               | 1915                       | nápor větru                                             |  |
| Rozhledna Fridricha Wilhelma II. | Králický Sněžník                                                          | Ústí nad Orlicí     | 1973                       | špatný technický stav                                   |  |
| Rübartschova chata               | Vrchmezí                                                                  | Rychnov nad Kněžnou | 1946                       | požár                                                   |  |
| Růžovský vrch                    | Růžovský vrch                                                             | Děčín               | 1931–1945                  | požár blízké restaurace, 2. světová válka               |  |
| Scholzberg                       | Scholzberg                                                                | Jablonec nad Nisou  | 2012                       | špatný technický stav                                   |  |
| Sportland Babylon                | Strážovice                                                                | Hodonín             | 2018                       | špatný technický stav                                   |  |
| Stropník                         | Stropník                                                                  | Teplice             | 1929                       | vichřice                                                |  |
| Špičák                           | Špičák                                                                    | Děčín               | 1952                       | požár                                                   |  |
| Třemšín                          | Třemen                                                                    | Příbram             | 2015                       | požár                                                   |  |
| U Strejců                        | Nad Dvorem                                                                | Cheb                | 2019                       | špatný technický stav                                   |  |
| Velká Deštná                     | Velká Deštná                                                              | Rychnov nad Kněžnou | 2010                       | špatný technický stav                                   |  |
| Velký Kosíř                      | Velký Kosíř                                                               | Prostějov           | 1939                       | špatný technický stav                                   |  |
| Vítkova hora                     | Vítkova hora                                                              | Karlovy Vary        | 1932                       | výstavba nového hotelu na místě sousední restaurace     |  |
| Vsacký Cáb                       | u horské chaty Vsacký Cáb                                                 | Vsetín              | dosud stojí torzo          | špatný technický stav                                   |  |
| Vyhlídka                         | Vyhlídka                                                                  | Prachatice          | 2016                       | špatný technický stav                                   |  |
| Vyhlídka dr. Valiny              | Polomský kopec                                                            | Rychnov nad Kněžnou | krátce po r. 1945          |                                                         |  |
| Vysoký kámen                     | Vysoký kámen                                                              | Jindřichův Hradec   | 1939–1945                  | 2. světová válka                                        |  |
| Zámecký vrch                     | Zámecký vrch (Krkonošské podhůří)                                         | Trutnov             | březen 2012                | špatný technický stav                                   |  |
| Zelená hora                      | Zelená hora                                                               | Klatovy             | 2014                       | postavena bez stavebního povolení                       |  |
| Žaltman                          | Žaltman                                                                   | Trutnov             | 2019                       | špatný technický stav                                   |  |
| Železná rozhledna                | Boňkov (část vesnice Olšovec) v Potštátském skalním městě (Oderské vrchy) | Přerov              | 1972                       | špatný technický stav                                   |  |